# Happy Moment
Happy Moment é o primeiro álbum de estúdio do grupo feminino sino-coreano Cosmic Girls, lançado em 7 de junho de 2017 pela Starship Entertainment e Yuehua Entertainment, e distribuído pela LOEN Entertainment.

## Antecedentes e lançamento
No começo de maio já existiam boatos que o grupo voltaria com seu primeiro álbum de estúdio. No dia 18 do mesmo mês, o grupo anunciou através do Facebook que o comeback estava programado para 7 de junho, além de revelar o nome do álbum e o do single. Em 7 de julho, o videoclipe foi postado no YouTube e na Naver V Live. O grupo realizou um showcase no mesmo dia, que foi transmitido pela Naver V Live. O single foi produzido por Black Eyed Pilseung, o mesmo que produziu músicas como Touch My Body de SISTAR e TT de TWICE.

## Promoção
Dando início à divulgação da faixa-título Happy, o grupo participou do M! Countdown, um dos principais programas televisivos sul-coreano, seguido do Music Core, Inkigayo e o Show Champion, além de participar de festivais.

## Singles
Em 7 de junho de 2017, o grupo liberou o single "Happy" nas principais plataformas digitais coreanas e nas de streams. O videoclipe que foi dirigido por Fantazy Lab, já acumula mais de 6 milhões de visualizações no YouTube. A canção alcançou a posição #77 na principal tabela musical coreana, a Gaon Digital Chart.

## Lista de faixas
| N.º            | Título                             | Compositor(es)               | Duração |  |
| 1.             | "Happy"                            | Black Eyed Pilseung, 전군    | 3:00    |  |
| 2.             | "기적 같은 아이 (Miracle)"         | Exy, e.one                   | 3:43    |  |
| 3.             | "Mr. BADBOY"                       | GALACTIKA                    | 3:48    |  |
| 4.             | "Sugar"                            | GDLO                         | 3:05    |  |
| 5.             | "Babyface"                         | Exy, Armadillo               | 3:19    |  |
| 6.             | "퐁당퐁당 (Plop Plop)"             | Exy, Go Dongkyun, 빨간머리앤 | 3:14    |  |
| 7.             | "Follow Me"                        |                              | 3:40    |  |
| 8.             | "B.B.B.Boo"                        | Exy, E-TRIBE                 | 3:35    |  |
| 9.             | "Geeminy"                          | Exy, XEPY, SAFARI M          | 3:31    |  |
| 10.            | "지금 만나러 가요 (Closer to You)" | Park Sooseok, Park Eunwoo    | 3:30    |  |
| Duração total: | Duração total:                     | Duração total:               | 34:25   |  |

## Desempenho nas tabelas comerciais
O álbum estreou na terceira posição no Gaon Album Chart e tornou-se a maior posição do grupo até agora. A faixa-título "Happy" vendeu mais de 45 mil cópias no território coreano.

### Posições
| Tabela musical (2017)      | Melhor posição |
| -------------------------- | -------------- |
| Coreia do Sul (Gaon Chart) | 3              |
| Taiwan (Five Music Taiwan) | 7              |

## Histórico de lançamento
| País          | Data                | Formato              | Gravadora                                                      |
| ------------- | ------------------- | -------------------- | -------------------------------------------------------------- |
| Coreia do Sul | 7 de junho de 2017  | Download digital, CD | Starship Entertainment Yuehua Entertainment LOEN Entertainment |
| Mundo         | 7 de junho de 2017  | Download digital     | Starship Entertainment Yuehua Entertainment LOEN Entertainment |
| Taiwan        | 13 de junho de 2017 | Download digital, CD | Sony Music Taiwan                                              |